# Vaskút
Vaskút è un comune dell'Ungheria di 3 654 abitanti (dati 2005). È situato nella contea di Bács-Kiskun.

## Società

### Evoluzione demografica
Fino al 1945 era presente una numerosa comunità di tedeschi. Successivamente furono rimpiazzati da comunità ungheresi provenienti dalla Moldavia